# Ludwig Göransson
Ludwig Emil Tomas Göransson (Linköping, 1 de septiembre de 1984) es un compositor, arreglista y productor musical sueco. Su trabajo en bandas sonoras incluye Fruitvale Station, Creed y su continuación Creed II, Venom, Tenet, Oppenheimer y la cinta Black Panther, por la que recibió un Premio Grammy por mejor banda sonora, un Premio Óscar en la misma categoría y una nominación a los Globos de Oro. Es reconocido además por su trabajo en las bandas sonoras de las series Community, Happy Endings, New Girl y The Mandalorian.
Como productor, ha trabajado frecuentemente con Childish Gambino (Donald Glover), produciendo sus álbumes de estudio Camp, Because the Internet y Awaken, My Love! Produjo el sencillo de Gambino "This Is America" obteniendo aclamación crítica y una gran variedad de galardones. Por la canción obtuvo dos premios Grammy a la mejor grabación y a la mejor canción del año, respectivamente. En general, su trabajo con Gambino le ha valido obtener seis nominaciones a los Grammy.

## Filmografía como compositor

### Cine
| Año  | Título                                    | Director                | Notas                                           |
| ---- | ----------------------------------------- | ----------------------- | ----------------------------------------------- |
| 2008 | Marley & Me                               | David Frankel           |                                                 |
| 2009 | Year One                                  | Harold Ramis            |                                                 |
| 2009 | Jennifer's Body                           | Karyn Kusama            |                                                 |
| 2011 | 30 Minutes or Less                        | Ruben Fleischer         |                                                 |
| 2013 | Fruitvale Station                         | Ryan Coogler            |                                                 |
| 2013 | We're the Millers                         | Rawson Marshall Thurber | Banda sonora compuesta con Theodore Shapiro     |
| 2014 | Stretch                                   | Joe Carnahan            |                                                 |
| 2014 | The Town That Dreaded Sundown             | Alfonso Gómez-Rejon     |                                                 |
| 2014 | A Merry Friggin' Christmas                | Tristram Shapeero       |                                                 |
| 2014 | Top Five                                  | Chris Rock              |                                                 |
| 2015 | Creed                                     | Ryan Coogler            |                                                 |
| 2016 | Lincoln Loud: Volume 1                    | Cameron Crowe           |                                                 |
| 2016 | Central Intelligence                      | Rawson Marshall Thurber |                                                 |
| 2016 | True Memoirs of an International Assassin | Jeff Wadlow             |                                                 |
| 2016 | Inner Workings                            | Leo Matsuda             |                                                 |
| 2017 | Everything, Everything                    | Stella Meghie           |                                                 |
| 2017 | Hasan Minhaj: Homecoming King             | Christopher Storer      |                                                 |
| 2018 | Black Panther                             | Ryan Coogler            |                                                 |
| 2018 | Death Wish                                | Eli Roth                |                                                 |
| 2018 | Lincoln Loud: Volume 2                    | Cameron Crowe           |                                                 |
| 2018 | Slice                                     | Austin Vesely           | Banda sonora compuesta con Nathan Matthew David |
| 2018 | Venom                                     | Ruben Fleischer         |                                                 |
| 2018 | Creed II                                  | Steven Caple Jr.        |                                                 |
| 2020 | Tenet                                     | Christopher Nolan       |                                                 |
| 2022 | Turning Red                               | Domee Shi               |                                                 |
| 2022 | Black Panther: Wakanda Forever            | Ryan Coogler            |                                                 |
| 2023 | Oppenheimer                               | Christopher Nolan       |                                                 |

### Televisión
| Año     | Título                        | Notas      |
| ------- | ----------------------------- | ---------- |
| 2009–15 | Community                     | Compositor |
| 2011–13 | Happy Endings                 | Compositor |
| 2011–18 | New Girl                      | Compositor |
| 2012–16 | Lincoln Loud: The 1000 Times  | Compositor |
| 2014–15 | Satisfaction                  | Compositor |
| 2016–18 | Angie Tribeca                 | Compositor |
| 2018    | Patriot Act with Hasan Minhaj | Compositor |
| 2019    | The Mandalorian               | Compositor |
| 2021    | El libro de Boba Fett         | Compositor |

## Premios

### Premios Óscar
| Año  | Categoría              | Trabajo                        | Resultado |
| ---- | ---------------------- | ------------------------------ | --------- |
| 2019 | Mejor banda sonora     | Black Panther                  | Ganador   |
| 2023 | Mejor canción original | Black Panther: Wakanda Forever | Nominado  |
| 2024 | Mejor banda sonora     | Oppenheimer                    | Ganador   |

### Premios Emmy
| Año  | Categoría                              | Trabajo         | Resultado |
| ---- | -------------------------------------- | --------------- | --------- |
| 2020 | Mejor composición musical en una serie | The Mandalorian | Ganador   |

### Globos de Oro
| Año  | Categoría          | Trabajo       | Resultado |
| ---- | ------------------ | ------------- | --------- |
| 2019 | Mejor banda sonora | Black Panther | Nominado  |
| 2024 | Mejor banda sonora | Oppenheimer   | Ganador   |

### Premios Grammy
| Año  | Categoría                                     | Trabajo          | Resultado |
| ---- | --------------------------------------------- | ---------------- | --------- |
| 2018 | Mejor álbum de banda sonora para medio visual | Black Panther    | Ganador   |
| 2017 | Grabación del año                             | Redbone          | Nominado  |
| 2017 | Álbum del año                                 | Awaken, My Love! | Nominado  |
| 2017 | Mejor canción R&B                             | Redbone          | Nominado  |